# Gustav de Vries
Gustav de Vries (Amsterdam, 22 gennaio 1866 – Haarlem, 16 dicembre 1934) è stato un matematico olandese, noto per la cosiddetta equazione di Korteweg-de Vries.

## Biografia
Ha studiato presso l'Università di Amsterdam, allievo di Johannes van der Waals e di Diederik Korteweg. Per mantenersi e frequentare il dottorato di ricerca, conseguito nel 1894, ha insegnato sia nell'Accademia Reale Militare di Breda, sia nella scuola militare "Cadettenschool" di Alkmaar.
L'anno successivo, nel 1895, con la pubblicazione della sintesi della sua tesi di dottorato On the Change of Form of Long Waves advancing in a Rectangular Canal and on a New Type of Long Stationary Waves, ha formulato con Korteweg l'omonima equazione (anche abbreviata KdV) che descrive l'evoluzione del solitone lungo un canale a sezione trasversale rettangolare.
L'importanza della ricerca gli sarebbe stata riconosciuta solo postuma. Infatti, né essa né le altre poche successive produzioni gli consentirono di accedere ad una docenza universitaria. Dal 1894 sino al 1931, data del suo pensionamento, ha insegnato in una scuola superiore di Haarlem.